# City of Gosford
City of Gosford is een Local Government Area (LGA) in Australië in de staat New South Wales. City of Gosford telt 162.388 inwoners. De hoofdplaats is Gosford.